# Carl Nielsen
Carl Nielsen (1865–1931) được biết đến là nhà soạn nhạc danh tiếng nhất Đan Mạch, với nhiều cách tân trong sáng tác và đậm màu sắc âm nhạc truyền thống. Hình ảnh của ông đã xuất hiện trên đồng giấy bạc 100 cron của Đan Mạch trong nhiều năm.
Lớn lên trong một gia đình  nghèo trên hòn đảo Funen ở vùng Scandinavia nhưng cha mẹ ông lại là những tài năng âm nhạc. Carl đã bộc lộ năng khiếu chơi nhạc thừa hưởng ở cha mẹ từ rất sớm. Ông lúc đầu chơi trong một ban nhạc của quân đội trước khi gia nhập trường Học Viện Hoàng gia Đan Mạch ở Copenhagen từ năm 1884 cho đến tháng 12 năm 1886. Ông ra mắt bản hòa tấu Suite for Strings, năm 1888,ở độ tuổi 23. Một năm sau đó, Nielsen dành 16 năm giữ vai trò nghệ sĩ vĩ cầm thứ hai trong Dàn nhạc Hoàng gia Đan Mạch dưới sự chỉ huy của nhạc trưởng Johan Svendsen, trong đó anh đã chơi trong vở Falstaff và Otello của Giuseppe Verdi tại buổi ra mắt tại Đan Mạch của họ. Năm 1916, ông tham gia giảng dạy tại Học viện Hoàng gia Đan Mạch và tiếp tục làm việc ở đó cho đến khi qua đời.
Mặc dù các bản giao hưởng, bản hòa tấu và nhạc hợp xướng của ông ngày nay đã được quốc tế hết lòng ca ngợi, nhưng sự nghiệp và cuộc sống của Nielsen lại gặp rất nhiều khó khăn, thường được phản ánh ngay trong âm nhạc của ông. Các tác phẩm ông sáng tác từ năm 1897 đến 1904 đôi khi được coi là thời kỳ "tâm lý" của ông, chủ yếu là từ cuộc hôn nhân đầy sóng gió với nhà điêu khắc Anne Marie Brodersen. Nielsen đặc biệt được chú ý với sáu bản giao hưởng của ông, Bộ tứ tấu gió và các bản hòa tấu của ông cho vi-ô-lông, sáo và kèn clarinet. Ở Đan Mạch, vở opera Maskarade và nhiều bài hát của ông đã trở thành một phần không thể thiếu của di sản quốc gia. Âm nhạc sơ khai của ông được truyền cảm hứng từ các nhà soạn nhạc như Brahms và Grieg, nhưng ông đã sớm phát triển phong cách của riêng mình, lần đầu tiên thử nghiệm âm sắc tiến bộ và sau đó tách biệt hoàn toàn hơn so với các tiêu chuẩn sáng tác vẫn phổ biến vào thời điểm đó. Bản giao hưởng thứ sáu và cuối cùng của Nielsen, Sinfonia semplice, được viết vào năm 1924–1925. Ông qua đời vì một cơn đau tim sáu năm sau đó, và được chôn cất tại nghĩa trang Vestre, Copenhagen.
Nielsen duy trì danh tiếng của một người ngoài âm nhạc trong suốt cuộc đời của mình, cả ở trong nước của mình và quốc tế. Mãi sau này, các tác phẩm của ông mới chắc bước vào danh sách quốc tế, nhanh chóng trở nên phổ biến từ những năm 1960 thông qua Leonard Bernstein và những người khác. Ở Đan Mạch, danh tiếng của Nielsen đã được đánh dấu vào năm 2006 khi ba sáng tác của ông được Bộ Văn hóa xếp vào danh sách mười hai tác phẩm hay nhất của âm nhạc Đan Mạch. Trong nhiều năm, ông đã xuất hiện trên tờ tiền một trăm kroner của Đan Mạch. Bảo tàng Carl Nielsen ở Odense ghi lại cuộc đời của ông và vợ ông. Từ năm 1994 đến 2009, Thư viện Hoàng gia Đan Mạch, được tài trợ bởi chính phủ Đan Mạch, đã hoàn thành phiên bản Carl Nielsen, có sẵn trên mạng miễn phí, chứa thông tin cơ bản và bản nhạc cho tất cả các tác phẩm của Nielsen, nhiều tác phẩm chưa được xuất bản trước đây.

## Cuộc đời

### Những năm đầu...
Nielsen sinh vào ngày 09 tháng 6 năm 1865, là con thứ bảy trong số mười hai người con trong một gia đình nông dân nghèo, tại Sortelung gần Nørre Lyndelse, phía nam Odense trên đảo Funen. Cha của ông, Niels Jørgensen, là một họa sĩ nhà và một nhạc sĩ truyền thống, với khả năng chơi đàn và chơi cornet của mình, rất có niềm mong muốn tổ chức các lễ kỷ niệm ở địa phương. Nielsen mô tả thời thơ ấu của mình trong cuốn tự truyện Min Fynske Barndom (Thời thơ ấu của tôi trên Funen). Mẹ của ông, người mà ông nhớ lại khi hát các bài hát dân gian trong thời thơ ấu, xuất thân từ một gia đình thuyền trưởng khá giả, [2] trong khi một trong những người chú cùng cha khác mẹ của ông, Hans Andersen (1837–1881), là một nhạc sĩ tài năng.
Nielsen đã kể lại phần giới thiệu về âm nhạc của mình: "Trước đây tôi đã từng nghe nhạc, nghe cha chơi violin và cornet, nghe mẹ hát, và khi nằm trên giường bệnh sởi, tôi đã thử sức bản thân với cây vĩ cầm nhỏ." Ông ấy đã nhận cây đàn từ mẹ của mình khi ông ấy lên sáu. Ông ấy học violin và piano khi còn nhỏ, và viết những tác phẩm đầu tiên của mình khi mới 8 hoặc 9 tuổi: một bài hát ru, nay đã bị mất, và một bản polka mà ông ấy đề cập đến trong tự truyện của mình. Vì cha mẹ ông không tin rằng ông có tương lai trở thành một nhạc sĩ, họ đã cho ông học việc làm một người bán hàng ở một ngôi làng gần đó khi anh mới mười bốn tuổi. Chủ cửa hàng bị phá sản vào giữa mùa hè và Nielsen phải trở về nhà. Sau khi học chơi các nhạc cụ bằng đồng, vào ngày 1 tháng 11 năm 1879, ông trở thành nghệ sĩ chơi kèn và kèn trombonist trong ban nhạc của Tiểu đoàn 16 của quân đội ở Odense.
Nielsen không từ bỏ cây vĩ cầm trong thời gian ở tiểu đoàn, tiếp tục chơi nó khi về nhà để biểu diễn trong các buổi khiêu vũ với cha mình. Quân đội trả cho ông ta ba kroner và 45 øre và một ổ bánh mì cứ 5 ngày một lần trong hai năm rưỡi, sau đó lương của ông được tăng lên một chút, giúp ông có thể mua những bộ quần áo dân sự mà anh ta cần để biểu diễn tại các vũ điệu thôn quê.

### Học tập và những năm đầu sự nghiệp
Năm 1881, Nielsen bắt đầu chơi vi-ô-lông một cách nghiêm túc,học tư nhân dưới sự dẫn dắt của Carl Larsen, người trông nom tại Nhà thờ Odense. Người ta không biết Nielsen đã sáng tác bao nhiêu trong thời kỳ này, nhưng từ cuốn tự truyện của mình, có thể suy ra rằng ông đã viết một số bộ ba và tứ tấu cho các nhạc cụ bằng đồng, và ông đã gặp khó khăn trong thực tế là các nhạc cụ bằng đồng đã được điều chỉnh các phím khác nhau. Sau khi được giới thiệu với Niels W. Gade, giám đốc Học viện Hoàng gia ở Copenhagen, người mà ông được đón nhận nồng nhiệt, Nielsen được giải phóng khỏi ban nhạc quân đội trong thời gian ngắn, và theo học tại Học viện từ đầu năm 1884.
Mặc dù không phải là một sinh viên xuất chúng hay sáng tác còn quá ít ỏi, Nielsen đã tiến bộ rất triển vóng dưới sự chỉ dẫn của  Valdemar Tofte (1832–1907), và nhận được một nền tảng vững chắc về lý thuyết âm nhạc từ Orla Rosenhoff (1844–1905), là một cố vấn có giá trị trong những năm đầu của ông với tư cách là một nhà soạn nhạc chuyên nghiệp. Ông ấy cũng học sáng tác dưới sự chỉ đạo của Gade, người mà ông ấy thích như một người bạn nhưng không phải vì âm nhạc của ông ấy. Liên lạc với các sinh viên và gia đình văn hóa ở Copenhagen, một số người trong số họ sẽ trở thành bạn bè suốt đời, cũng trở nên quan trọng không kém. Nền giáo dục chắp vá xuất phát từ nền tảng quê hương khiến Nielsen vô cùng tò mò về nghệ thuật, triết học và thẩm mỹ. Tuy nhiên, theo ý kiến của nhà âm nhạc học David Fanning, nó cũng để lại cho ông "một quan điểm cá nhân, thông thường về những chủ đề đó".  Ông rời Học viện vào cuối năm 1886, sau khi tốt nghiệp loại giỏi nhưng không xuất sắc trong tất cả các môn học. Sau đó, ông đến ở với thương gia Odense đã nghỉ hưu Jens Georg Nielsen (1820–1901) và vợ tại căn hộ của họ trên Slagelsegade khi ông vẫn chưa có khả năng trả tiền theo cách riêng của mình.  Khi ở đó, anh ta đã yêu cô con gái 14 tuổi Emilie Demant của họ. Cuộc tình kéo dài ba năm sau đó.
Vào ngày 17 tháng 9 năm 1887, Nielsen chơi violin trong Phòng hòa nhạc Tivoli khi Andante tranquillo e Scherzo  được công chiếu lần đầu. Ngay sau đó, vào ngày 25 tháng 1 năm 1888, Bộ tứ dây trong cung F của ông được biểu diễn tại một trong những buổi biểu diễn riêng của Privat Kammermusikforening (Hiệp hội âm nhạc thính phòng tư nhân). Trong khi Nielsen coi Quartet in F là màn ra mắt chính thức của anh ấy với tư cách là một nhà soạn nhạc chuyên nghiệp, thì Suite for Strings của anh ấy đã gây được ấn tượng lớn hơn rất nhiều. Được trình diễn tại Tivoli Gardens, Copenhagen vào ngày 8 tháng 9 năm 1888, nó được Nielsen chỉ định là Op. 1.
Đến tháng 9 năm 1889, Nielsen đã tiến bộ về violin đủ để giành được vị trí với cây vĩ cầm thứ hai trong Dàn nhạc Hoàng gia Đan Mạch danh tiếng được chơi tại Nhà hát Hoàng gia Copenhagen, sau đó được chỉ huy bởi Johan Svendsen. Ở vị trí này, anh ấy đã trải nghiệm Falstaff và Otello của Giuseppe Verdi trong các buổi ra mắt tại Đan Mạch của họ. Mặc dù công việc này đôi khi gây ra sự thất vọng đáng kể cho Nielsen, ông vẫn tiếp tục chơi ở đó cho đến năm 1905. Sau khi Svendsen nghỉ hưu vào năm 1906, Nielsen ngày càng giữ vai trò nhạc trưởng (được chính thức bổ nhiệm làm trợ lý chỉ huy vào năm 1910). Giữa khi tốt nghiệp và đạt được vị trí này, anh ấy đã kiếm được thu nhập khiêm tốn từ các buổi học violin riêng trong khi nhận được sự hỗ trợ liên tục của những người bảo trợ của mình, không chỉ Jens Georg Nielsen mà còn Albert Sachs (sinh năm 1846) và Hans Demant (1827–1897), cả hai đều điều hành nhà máy ở Odense. Sau chưa đầy một năm tại Nhà hát Hoàng gia, Nielsen đã giành được học bổng 1.800 krone Na Uy giúp anh có phương tiện để đi du lịch trong vài tháng ở châu Âu.

### Giai đoạn lập gia đình
Trong khi đi du lịch, Nielsen phát hiện ra và sau đó quay lại với các bộ phim truyền hình âm nhạc của Richard Wagner, nghe nhiều dàn nhạc và nghệ sĩ độc tấu hàng đầu châu Âu, đồng thời trau dồi ý kiến của mình về cả âm nhạc và nghệ thuật thị giác. Mặc dù ông tôn kính âm nhạc của Bach và Mozart, ông vẫn không thích âm nhạc của thế kỷ 19. Năm 1891, ông gặp nhà soạn nhạc kiêm nghệ sĩ dương cầm Ferruccio Busoni ở Leipzig; họ đã duy trì một thư từ trong hơn ba mươi năm. Ngay sau khi đến Paris vào đầu tháng 3 năm 1891, Nielsen gặp nhà điêu khắc người Đan Mạch Anne Marie Brodersen, người cũng đang đi du lịch theo học bổng. Họ cùng nhau đi du lịch Ý và kết hôn tại Nhà thờ St Mark's English, Florence, vào ngày 10 tháng 5 năm 1891 trước khi trở về Đan Mạch.  Theo Fanning, mối quan hệ của họ không chỉ là "tình yêu", mà còn là "cuộc gặp gỡ tâm đầu ý hợp"; Anne Marie là một nghệ sĩ tài năng và là một "người phụ nữ có ý chí mạnh mẽ và có tư tưởng hiện đại, quyết tâm tạo dựng sự nghiệp của riêng mình". Quyết tâm này sẽ làm căng thẳng cuộc hôn nhân của Nielsens, vì Anne Marie sẽ xa nhà hàng tháng trời trong những năm 1890 và 1900, để lại Carl, người dễ có cơ hội với những phụ nữ khác, phải nuôi dạy ba đứa con nhỏ của họ ngoài việc sáng tác và hoàn thành nhiệm vụ của mình. tại Nhà hát Hoàng gia.
Nielsen đã làm thăng hoa sự tức giận và thất vọng về cuộc hôn nhân của mình trong một số tác phẩm âm nhạc, đáng chú ý nhất là giữa năm 1897 và 1904, thời kỳ mà đôi khi ông gọi là thời kỳ "tâm lý" của mình.  Fanning viết, "Tại thời điểm này, sự quan tâm của anh ấy đối với các động lực thúc đẩy nhân cách con người được kết tinh trong vở opera Saul và David và bản giao hưởng thứ hai (The Four Temperaments) và bài nhạc phổ từ thơ Hymnus amoris và Søvnen".  Carl đề nghị ly hôn vào tháng 3 năm 1905 và đã cân nhắc chuyển đến Đức để có một khởi đầu mới, nhưng bất chấp một vài thời gian dài ly thân, Nielsens vẫn kết hôn trong phần còn lại của cuộc đời nhà soạn nhạc.
Nielsen có năm người con, hai trong số đó là con ngoài giá thú. Ông đã có một người con trai, Carl August Nielsen, vào tháng 1 năm 1888, trước khi ông gặp Anne Marie. Năm 1912, một đứa con gái ngoài giá thú chào đời - Rachel Siegmann, người mà Anne Marie chưa bao giờ biết đến. Với vợ của ông ấy, Nielsen có hai con gái và một con trai. Irmelin, con gái lớn, học lý thuyết âm nhạc với cha mình và vào tháng 12 năm 1919 kết hôn với Eggert Møller (1893-1978), một bác sĩ y khoa đã trở thành giáo sư tại Đại học Copenhagen và giám đốc phòng khám đa khoa tại Bệnh viện Quốc gia. Cô con gái nhỏ Anne Marie, người tốt nghiệp Học viện Nghệ thuật Copenhagen, kết hôn với nghệ sĩ vĩ cầm người Hungary Emil Telmányi (1892–1988) vào năm 1918; ông đã đóng góp vào việc quảng bá âm nhạc của Nielsen, với tư cách là một nghệ sĩ vĩ cầm và một nhạc trưởng. Con trai của Nielsen, Hans Børge, bị tàn tật do bệnh viêm màng não và đã dành phần lớn cuộc đời của mình để xa gia đình. Ông mất gần Kolding năm 1956.

### Một nhà soạn nhạc với bước đi trưởng thành
Lúc đầu, những tác phẩm của ông không gây nhiều sự chú ý đủ để chi viện cho cuộc sống của ông ấy. Trong buổi hòa nhạc ra mắt Bản giao hưởng đầu tiên của ông vào ngày 14 tháng 3 năm 1894 do Svendsen chỉ huy, Nielsen đã chơi phần violin thứ hai. Bản giao hưởng đã thành công rực rỡ khi được biểu diễn tại Berlin vào năm 1896, góp phần không nhỏ vào danh tiếng của ông. Anh ngày càng có nhu cầu viết nhạc tình cờ cho nhà hát cũng như những bài nhạc phổ từ thơ cho những dịp đặc biệt, cả hai đều mang lại nguồn thu nhập bổ sung đáng kể. Fanning bình luận về mối quan hệ phát triển giữa các bản tấu có chương trình và giao hưởng của anh ấy: "Đôi khi anh ấy tìm thấy những ý tưởng đáng giá trong âm nhạc,dàn nhạc được cho là thuần túy của mình; đôi khi một văn bản hoặc kịch bản buộc anh ấy phải tạo ra hình ảnh âm nhạc sống động mà sau này anh ấy có thể chuyển sang sử dụng trừu tượng hơn. "
Bản nhạc phổ từ thơ Hymnus amoris của Nielsen dành cho nghệ sĩ độc tấu, hợp xướng và dàn nhạc được trình diễn lần đầu tiên tại Musikforeningen (Hiệp hội Âm nhạc) ở Copenhagen vào ngày 27 tháng 4 năm 1897. Nó được lấy cảm hứng từ bức tranh Phép màu của người chồng ghen tuông của Titian mà Nielsen đã nhìn thấy trong tuần trăng mật ở Ý vào năm 1891. Vào một trong những bản sao, ông viết: "Gửi Marie của riêng tôi! Những giọng điệu ca ngợi tình yêu này không là gì so với thực tế."
Bắt đầu từ năm 1901, Nielsen nhận được một khoản lương hưu khiêm tốn của nhà nước - ban đầu là 800 krone Na Uy mỗi năm, tăng lên 7.500 krone Na Uy vào năm 1927 - để tăng lương cho nghệ sĩ vĩ cầm của mình. Điều này cho phép ông ngừng dạy học sinh riêng và để lại cho ông nhiều thời gian hơn để sáng tác. Từ năm 1903, ông cũng có một người giữ hàng năm từ nhà xuất bản chính của mình, Wilhelm Hansen Edition [da]. Từ năm 1905 đến năm 1914, ông là nhạc trưởng thứ hai tại Nhà hát Hoàng gia.Cho người con rể của mình, Emil Telmányi, Nielsen đã viết Bản hòa tấu vĩ cầm của ông, Op. 33 (năm 1911). Từ năm 1914 đến năm 1926, ông chỉ huy dàn nhạc Musikforeningen. Năm 1916, ông nhận lời giảng dạy tại Học viện Âm nhạc Hoàng gia Đan Mạch ở Copenhagen, và tiếp tục làm việc ở đó cho đến khi qua đời.
Sự căng thẳng của hai công việc và sự xa cách liên tục với vợ đã khiến cuộc hôn nhân của ông ấy rạn nứt kéo dài. Cặp đôi bắt đầu thủ tục ly thân vào năm 1916, và việc ly thân được sự đồng ý của cả hai vào năm 1919. Trong giai đoạn 1916–1922, Nielsen thường sống ở Funen, lui tới các dinh thự Damgaard và Fuglsang hoặc làm nhạc trưởng ở Gothenburg. [20] Giai đoạn này là một trong những cuộc khủng hoảng mà đầy sáng tạo đối với Nielsen, trùng hợp với Thế chiến thứ nhất, sẽ ảnh hưởng mạnh mẽ đến các bản giao hưởng Thứ tư (1914–1916) và Thứ năm (1921–1922), được cho là tác phẩm vĩ đại nhất của ông theo Fanning. Nhà soạn nhạc buồn sầu sâu sắc vào những năm 1920 khi nhà xuất bản lâu đời ở Đan Mạch Wilhelm Hansen không thể đảm nhận việc xuất bản nhiều tác phẩm lớn của ông, bao gồm Aladdin và Pan và Syrinx.
Bản giao hưởng thứ sáu và cuối cùng, Sinfonia semplice, được viết vào năm 1924–1925. Sau khi mắc một cơn đau tim nghiêm trọng vào năm 1925, Nielsen buộc phải cắt giảm phần lớn hoạt động của mình, mặc dù ông vẫn tiếp tục sáng tác cho đến khi qua đời. Sinh nhật lần thứ sáu mươi của ông vào năm 1925 đã mang đến nhiều lời chúc mừng, trang trí từ chính phủ Thụy Điển, và một buổi hòa nhạc cùng với tiệc chiêu đãi ở Copenhagen. Tuy nhiên, nhà soạn nhạc đang ở trong một tâm trạng buồn bã; trong một bài báo trên Politiken vào ngày 9 tháng 11 năm 1925, ông đã viết:
Nếu tôi có thể sống lại cuộc đời của mình, tôi sẽ đuổi mọi ý nghĩ về Nghệ thuật ra khỏi đầu và học nghề cho một thương gia hoặc theo đuổi một số ngành buôn bán hữu ích khác, kết quả cuối cùng có thể nhìn thấy được. Nó hữu ích gì đối với tôi rằng cả thế giới công nhận tôi, nhưng vội vàng bỏ đi và để tôi một mình với đồ đạc của tôi cho đến khi mọi thứ đổ vỡ và tôi phát hiện ra rằng tôi đã sống như một kẻ mơ mộng ngu ngốc và tin rằng tôi càng làm việc và nỗ lực hết mình trong nghệ thuật của mình, vị trí tốt hơn tôi sẽ đạt được. Không, đó không phải là số phận đáng ghen tị để trở thành một nghệ sĩ.

### Những năm cuối đời
Các tác phẩm dành cho dàn nhạc quy mô lớn cuối cùng của Nielsen là Flute Concerto (1926) và Clarinet Concerto (1928), trong đó Robert Layton viết: "Nếu từng có âm nhạc từ hành tinh khác, thì đây chắc chắn là điều đó. Âm nhạc của nó rất thưa thớt và đơn sắc, không khí của nó trở nên hiếm hoi và căng tràn nhựa sống. " Sáng tác âm nhạc cuối cùng của Nielsen, tác phẩm đàn organ Commotio, được công chiếu lần đầu tiên sau khi sinh năm 1931.
Trong những năm cuối cùng của mình, Nielsen đã cho ra đời một cuốn sách tiểu luận ngắn mang tên Âm nhạc sống (1925), tiếp theo là hồi ký Min Fynske Barndom vào năm 1927. Năm 1926, ông viết trong nhật ký "Đất quê hương kéo tôi ngày càng nhiều như một nụ hôn dài. Có nghĩa là cuối cùng tôi sẽ trở về và yên nghỉ ở trái đất Funen? Vậy thì nó phải ở nơi tôi đã sinh ra: Sortelung, giáo xứ Frydenlands ".
Điều đó đã không xảy ra. Nielsen được đưa vào Bệnh viện Quốc gia Copenhagen (Rigshospitalet) vào ngày 1 tháng 10 năm 1931 sau hàng loạt các cơn đau tim. Ông qua đời ở đó vào lúc 10 phút trước nửa đêm ngày 3 tháng 10, xung quanh là gia đình ông. Những lời cuối cùng của ông với họ là "Cả gia đình ta đang đứng ở đây như thể là đang chờ đợi một điều gì đó".
Ông được chôn cất tại Nghĩa trang Vestre của Copenhagen; tất cả âm nhạc trong đám tang của ông, bao gồm cả các bài thánh ca, là tác phẩm của nhà soạn nhạc. Sau khi ông qua đời, vợ ông được giao tạc tượng đài cho ông, để dựng ở trung tâm Copenhagen. Cô ấy viết: "Tôi muốn lấy con ngựa có cánh, biểu tượng vĩnh cửu của thơ ca, và đặt một nhạc sĩ trên lưng nó. Anh ấy sẽ ngồi đó giữa những cánh đang ào ạt thổi qua Copenhagen." Tranh chấp về thiết kế của cô ấy và sự thiếu hụt kinh phí có nghĩa là việc xây dựng tượng đài bị trì hoãn và Anne Marie cuối cùng đã phải trợ cấp cho nó. Đài tưởng niệm Carl Nielsen cuối cùng đã được khánh thành vào năm 1939.

## Âm nhạc
Các bản nhạc của Nielsen đôi khi được tham chiếu theo số CNW, dựa trên Danh mục các tác phẩm của Carl Nielsen (CNW) do Thư viện Hoàng gia Đan Mạch xuất bản trực tuyến vào năm 2015. Danh mục CNW nhằm thay thế danh mục năm 1965 do Dan Fog và Torben Schousboe (FS).

### Phong cách âm nhạc
Trong Lives of the Great Composers, nhà phê bình âm nhạc Harold Schonberg nhấn mạnh bề dày sáng tác của Nielsen, nhịp điệu tràn đầy năng lượng, dàn nhạc hào phóng và cá tính riêng của ông. Khi so sánh anh ta với Jean Sibelius, anh ta cho rằng ông ta có "sức càn quét ngang nhau, thậm chí nhiều sức mạnh hơn, và một thông điệp phổ biến hơn". Giáo sư âm nhạc Daniel M. Grimley của Đại học Oxford đã xếp Nielsen là "một trong những giọng ca vui tươi, sống động và vụng về nhất trong âm nhạc thế kỷ 20" nhờ "sự phong phú về giai điệu và sức sống hài hòa" trong tác phẩm của ông. Anne-Marie Reynolds, tác giả của Carl Nielsen's Voice: His Songs in Context, trích dẫn quan điểm của Robert Simpson rằng "tất cả âm nhạc của anh ấy đều có nguồn gốc từ giọng hát", duy trì rằng việc viết bài hát đã ảnh hưởng mạnh mẽ đến sự phát triển của Nielsen với tư cách là một nhà soạn nhạc.
Nhà xã hội học Đan Mạch Benedikte Brincker nhận xét rằng nhận thức về Nielsen và âm nhạc của ông ở quê nhà khá khác biệt so với sự đánh giá của ông của người hâm mộ quốc tế. Mối quan tâm và nền tảng âm nhạc dân gian của ông có tiếng vang đặc biệt đối với người Đan Mạch, và điều này càng được tăng cường trong các phong trào dân tộc của những năm 1930 và trong Thế chiến thứ hai, khi ca hát là cơ sở quan trọng để người Đan Mạch phân biệt mình với kẻ thù Đức của họ. Các bài hát của Nielsen vẫn giữ một vai trò quan trọng trong nền văn hóa và giáo dục Đan Mạch. Nhà âm nhạc học Niels Krabbe mô tả hình ảnh phổ biến của Nielsen ở Đan Mạch giống như "hội chứng vịt con xấu xí" - ám chỉ câu chuyện của nhà văn Đan Mạch Hans Christian Andersen - theo đó "một cậu bé nghèo... vượt qua nghịch cảnh và sống thanh đạm... hành quân đến Copenhagen và... đến để chinh phục ngôi vị Vua không đội ên mình chiếc vương miện ". Vì vậy, trong khi bên ngoài Đan Mạch, Nielsen phần lớn được coi là nhà soạn nhạc của dàn nhạc và vở opera Maskarade, ở đất nước của mình, ông là một biểu tượng quốc gia nhiều hơn. Hai bên này chính thức được hòa vào với nhau tại Đan Mạch vào năm 2006 khi Bộ Văn hóa đưa ra danh sách mười hai tác phẩm âm nhạc vĩ đại nhất của Đan Mạch, trong đó có ba tác phẩm của Nielsen - Maskarade, Bản giao hưởng thứ tư, và một cặp bài hát Đan Mạch của ông. Krabbe đặt câu hỏi tu từ: "Liệu 'tính dân tộc' ở Nielsen có thể được thể hiện trong âm nhạc dưới dạng các chủ đề cụ thể, hòa âm, âm thanh, hình thức,... hay nó là một cấu trúc thuần túy của lịch sử tiếp nhận?"
Nielsen cũng mơ hồ về thái độ của mình đối với âm nhạc Đức Lãng mạn thời kì muộn và chủ nghĩa dân tộc trong âm nhạc. Ông đã viết cho nhà soạn nhạc người Hà Lan Julius Röntgen vào năm 1909 "Tôi rất ngạc nhiên về kỹ năng kỹ thuật của người Đức ngày nay, và tôi không thể không nghĩ rằng tất cả niềm vui thích phức tạp này phải tự vắt kiệt. Tôi thấy trước một nghệ thuật hoàn toàn mới của đức tính cổ xưa thuần túy. Điều gì bạn có nghĩ về những bài hát được hát đồng thanh không? Chúng ta phải quay trở lại... với sự trong sáng và thuần khiết. " Mặt khác, ông viết vào năm 1925" Không có gì phá hủy âm nhạc hơn chủ nghĩa dân tộc... và nó là không thể cung cấp âm nhạc quốc gia theo yêu cầu. "
Nielsen đã nghiên cứu kỹ lưỡng âm điệu thời Phục hưng, điều này chiếm một số nội dung du dương và hài hòa trong âm nhạc của ông. Mối quan tâm này được minh chứng trong Tre Motetter của ông (Three Motets, Op. 55). Đối với các nhà phê bình không phải người Đan Mạch, âm nhạc của Nielsen ban đầu mang âm hưởng tân cổ điển nhưng ngày càng trở nên hiện đại khi ông phát triển cách tiếp cận của riêng mình với cái mà nhà văn- nhà soạn nhạc Robert Simpson gọi là âm điệu của sự tiến bộ. Thông thường, âm nhạc của Nielsen có thể kết thúc bằng một nhịp điệu khác với cách bắt đầu của nó, đôi khi là kết quả của một cuộc đấu tranh như trong các bản giao hưởng của ông. Có một cuộc tranh cãi là có bao nhiêu yếu tố như vậy nợ các hoạt động âm nhạc dân gian của ông. Một số nhà phê bình đã đề cập đến nhịp điệu của anh ấy, việc sử dụng acciaccaturas hoặc appoggiaturas, hoặc việc anh ấy thường xuyên sử dụng nhịp điệu thứ bảy và thứ ba phẳng trong các tác phẩm của anh ấy, thường là tiếng Đan Mạch.  Bản thân nhà soạn nhạc đã viết "Các quãng, như tôi thấy, là những yếu tố đầu tiên khơi dậy niềm yêu thích sâu sắc hơn đối với âm nhạc... Nó không phải là những quãng khiến chúng ta kinh ngạc và thích thú  mỗi khi chúng ta nghe thấy tiếng chim cu gáy vào mùa xuân. Sự hấp dẫn của nó sẽ ít hơn nếu tất cả cuộc gọi của nó đều trên một nốt nhạc. "
Triết lý về phong cách âm nhạc của Nielsen có lẽ được đúc kết trong lời khuyên của ông trong một bức thư năm 1907 gửi nhà soạn nhạc Na Uy Knut Harder: "Bạn có... sự trôi chảy, cho đến nay, rất tốt; nhưng tôi khuyên bạn nên trở lại một lần nữa, ông Harder thân yêu của tôi; Sắc thái, rõ ràng, sức mạnh. "

## Giao hưởng
Nielsen có lẽ gắn bó rất khăng khít nhất là ngoại Đan Mạch với sáu bản giao hưởng của ông, được viết từ năm 1892 đến năm 1925. Các tác phẩm có nhiều điểm chung: chúng đều chỉ dài hơn 30 phút, các nhạc cụ bằng đồng là thành phần chính của dàn nhạc và tất cả đều thể hiện sự khác thường, xuất chúng và thay đổi về âm sắc, làm tăng sự căng thẳng đáng kể.  Từ những thanh mở đầu, Giao hưởng số 1 (Op. 7, 1890–92), trong khi phản ánh ảnh hưởng của Grieg và Brahms, cho thấy cá tính riêng của Nielsen. Trong Giao hưởng số 2 (Op. 16, 1901–1902), Nielsen chú trọng vào việc phát triển tính cách con người. Cảm hứng đến từ một bức tranh trong một quán trọ mô tả bốn tính cách (hỉ, nộ, ái, ố)
Tựa đề của Giao hưởng số 3, Sinfonia Espansiva (Op. 27, 1910–11), được nhà soạn nhạc người Anh Robert Simpson hiểu là để chỉ "sự phát triển ra bên ngoài của phạm vi tâm trí". Nó khai thác triệt để kỹ thuật đối đầu hai phím cùng một lúc của Nielsen và bao gồm một đoạn hòa bình với giọng nữ cao và giọng nam trung, hát một giai điệu mà không cần lời.  Bản giao hưởng số 4, Không thể dập tắt (Op. 29, 1914–16), được viết trong Thế chiến thứ nhất, là một trong những bản giao hưởng được trình diễn thường xuyên nhất. Trong chuyển động cuối cùng, hai bộ timpani được đặt ở hai phía đối diện của sân khấu để thực hiện một loại đấu âm nhạc. Nielsen mô tả bản giao hưởng là "sinh lực, ý chí sống không gì khuất phục được".
Cũng thường được trình diễn là Giao hưởng số 5 (Op. 50, 1921–22), trình bày một trận chiến khác giữa các lực lượng trật tự và hỗn loạn. Một tay trống bẫy được giao nhiệm vụ làm gián đoạn dàn nhạc, chơi ad libitum hầu hết thời gian, như thể để phá hủy âm nhạc. Được trình diễn bởi Dàn nhạc Giao hưởng Đài phát thanh Đan Mạch do Erik Tuxen chỉ huy tại Liên hoan Quốc tế Edinburgh năm 1950, nó đã gây ra một cảm giác, tạo ra sự quan tâm đến âm nhạc của Nielsen bên ngoài Scandinavia. Trong Giao hưởng số 6 (không có số opus), được viết từ năm 1924–1925, và có phụ đề là Sinfonia Semplice (Bản giao hưởng đơn giản), âm điệu có vẻ tương tự như trong các bản giao hưởng khác của Nielsen, nhưng bản giao hưởng phát triển thành một chuỗi các vai khách mời, một số điều đáng buồn, một số kỳ cục, một số hài hước.

## Những bản Opera và Lời phổ
Hai vở opera của Nielsen thực sự khác nhau về phong cách. Saul og David (Saul và David) gồm bốn phân cảnh, được viết vào năm 1902 theo bản libretto của Einar Christiansen, tái hiện câu chuyện trong Kinh thánh về sự ghen tị của Saul với David trẻ trong khi Maskarade (Giả trang) là một vở kịch truyện tranh gồm ba phân cảnh được viết vào năm 1906 để một libretto của Đan Mạch của Vilhelm Andersen, dựa trên bộ phim hài của Ludvig Holberg. Saul and David đã nhận được báo chí tiêu cực khi nó được công chiếu vào tháng 11 năm 1902 và không tốt hơn khi nó được hồi sinh vào năm 1904. Ngược lại, vào tháng 11 năm 1906 Masquerade là một thành công vang dội với 25 buổi biểu diễn đặc biệt trong bốn tháng đầu tiên. Nói chung thì được coi là vở opera quốc gia của Đan Mạch, ở quê nhà, nó đã đạt được thành công và sự nổi tiếng lâu dài, nhờ có nhiều bài hát phong cách, các điệu múa và bầu không khí "Copenhagen cũ".
Nielsen đã viết một số lượng đáng kể các tác phẩm hợp xướng nhưng hầu hết chúng được sáng tác cho những dịp đặc biệt và hiếm khi được tái bản. Tuy nhiên, ba bản phổ từ thơ chính thức dành cho nghệ sĩ độc tấu, dàn nhạc và dàn hợp xướng đã tạo ra tiết mục đặc sắc. Nielsen sáng tác Hymnus amoris (Thánh ca của tình yêu), Op. 12 (1897) sau khi nghiên cứu phong cách hợp xướng đa âm thời kỳ đầu. Viết trên báo Dannebrog, Nanna Liebmann đã gọi tác phẩm là "một chiến thắng quyết định" cho Nielsen, và Angul Hammerich của Nationaltidende hoan nghênh sự trong sáng và tinh khiết được cải thiện của nó. Nhưng nhà phê bình Berlingske Tidende H.W. Schytte nghĩ Nielsen đã tỏ ra kiêu căng khi trình bày lời bài hát bằng tiếng Latinh chứ không phải tiếng Đan Mạch. [55] Søvnen (Giấc ngủ), Op. 18, tác phẩm hợp xướng lớn thứ hai của Nielsen, bắt đầu âm nhạc của các giai đoạn khác nhau của giấc ngủ, bao gồm cả nỗi kinh hoàng của một cơn ác mộng trong chuyển động trung tâm của nó, với những lời bất thường của nó, đã gây sốc cho giới phê bình khi ra mắt vào tháng 3 năm 1905. Fynsk Foraar (Springtime on Funen), Op. 42, hoàn thành vào năm 1922, đã được coi là tác phẩm Đan Mạch nhất trong tất cả các sáng tác của Nielsen vì nó tôn lên vẻ đẹp của vùng nông thôn Funen.

## Nhạc hợp tấu
Nielsen đã viết ba bản hòa tấu: Violin Concerto, Op. 33 là một tác phẩm thời kỳ giữa từ năm 1911, nằm trong truyền thống của chủ nghĩa cổ điển châu Âu, trong khi bản Concerto cho cây sáo (không có số opus) năm 1926 và bản Concerto Clarinet, Op. 57 tiếp theo vào năm 1928 là những tác phẩm sau đó, chịu ảnh hưởng của chủ nghĩa hiện đại của những năm 1920 và, theo nhà âm nhạc học người Đan Mạch Herbert Rosenberg, sản phẩm của "một nhà soạn nhạc cực kỳ giàu kinh nghiệm, người biết cách tránh những điều không cần thiết."  Không giống như những tác phẩm sau này của Nielsen, Violin Concerto có cấu trúc tân cổ điển có định hướng giai điệu. Flute Concerto, trong hai phong trào, được viết cho nghệ sĩ thổi sáo Holger Gilbert-Jespersen, một thành viên của Copenhagen Wind Quintet đã ra mắt lần đầu tiên của Nielsen's Wind Quintet (1922). Trái ngược với phong cách khá truyền thống của Violin Concerto, nó phản ánh xu hướng hiện đại hóa của thời kỳ đó. Ví dụ, chuyển động đầu tiên chuyển đổi giữa Đô thứ, Đô thăng  và Đô trưởng trước khi sáo cất lên với chủ đề cantabile trong Đô trưởng. Clarinet Concerto cũng được viết cho một thành viên của Đội ngũ gió Copenhagen, Aage Oxenvad. Nielsen mở rộng khả năng của nhạc cụ và máy nghe nhạc đến mức tối đa; Concerto chỉ có một chuyển động liên tục và chứa đựng cuộc đấu tranh giữa nghệ sĩ độc tấu và dàn nhạc và giữa hai phím cạnh tranh chính, F major và E.
Các bản hòa tấu gió trình bày nhiều ví dụ về cái mà Nielsen gọi là phản đối ("phản đối hóa"). Bằng thuật ngữ này, ông muốn nói cho các nghệ sĩ nhạc cụ tự do giải thích và biểu diễn trong giới hạn do bản nhạc đặt ra.

## Nhạc hòa tấu
Tác phẩm đầu tiên của Nielsen được sáng tác riêng cho dàn nhạc là Suite for Strings (1888) thành công ngay sau đó, gợi lên Chủ nghĩa lãng mạn Scandinavia như được thể hiện bởi Grieg và Svendsen.  Tác phẩm đánh dấu một cột mốc quan trọng trong sự nghiệp của Nielsen vì nó không chỉ là thành công thực sự đầu tiên của ông mà còn là tác phẩm đầu tiên mà ông tự mình thực hiện khi nó được công chiếu ở Odense một tháng sau đó.
Helios Overture, Op. 17 (1903) bắt nguồn từ việc Nielsen ở lại Athens, nguồn cảm hứng cho ông sáng tác một tác phẩm mô tả mặt trời mọc và lặn trên biển Aegean. Bản nhạc là một màn trình diễn cho dàn nhạc, và là một trong những tác phẩm nổi tiếng nhất của Nielsen. Saga-Drøm (Giấc mơ Saga), Op. 39 (1907–08) là một bài thơ giai điệu cho dàn nhạc dựa trên bản Saga của Njal Iceland. Theo lời của Nielsen:
Có những thứ khác, bón đoạn trang trí ngẫu hứng cho oboe, clarinet, bassoon và sáo chạy khá tự do cùng với nhau, không có kết nối hài hòa và không có thời gian đánh dấu của tôi. Họ giống như bốn luồng suy nghĩ, mỗi luồng đi theo cách riêng của mình - khác nhau và ngẫu nhiên cho mỗi màn trình diễn - cho đến khi họ gặp nhau ở một điểm nghỉ ngơi, như thể chảy vào một ổ khóa nơi họ thống nhất.
At the Bier of a Young Artist (Ved en ung Kunstners Baare) dành cho dàn nhạc dây được viết cho đám tang của họa sĩ Đan Mạch Oluf Hartmann vào tháng 1 năm 1910 và cũng được chơi trong đám tang của chính Nielsen. Pan và Syrinx (Pan og Syrinx), một bài thơ giao hưởng dài chín phút đầy sức sống lấy cảm hứng từ Metamorphoses của Ovid, được công chiếu lần đầu vào năm 1911. The Rhapsodic Overture, Một chuyến đi tưởng tượng đến quần đảo Faroe (En Fantasirejse Til Færøerne), dựa trên các giai điệu dân gian Faroe nhưng cũng có các phần sáng tác tự do.
Trong số các tác phẩm của dàn nhạc dành cho sân khấu của Nielsen có Aladdin (1919) và Moderen (The Mother), Op. 41 (năm 1920). Aladdin được viết để đi kèm với việc sản xuất câu chuyện cổ tích của Adam Oehlenschläger tại Nhà hát Hoàng gia ở Copenhagen. Bản nhạc hoàn chỉnh, kéo dài hơn 80 phút, là tác phẩm dài nhất của Nielsen ngoài các vở opera của ông, nhưng một dàn nhạc ngắn hơn bao gồm Hành khúc Phương Đông, Múa Ấn Độ giáo và Múa Negro thường xuyên được trình diễn.  Moderen, được viết để kỷ niệm sự thống nhất của phía nam Jutland với Đan Mạch, được trình diễn lần đầu tiên vào năm 1921; nó là một bản hòa tấu của những câu thơ yêu nước được viết cho dịp này.

## Nhạc thính phòng
Nielsen đã sáng tác một số tác phẩm âm nhạc thính phòng, một số tác phẩm vẫn được đánh giá cao trên các tiết mục quốc tế. The Wind Quintet, một trong những tác phẩm nổi tiếng nhất của ông, được sáng tác vào năm 1922 đặc biệt cho Copenhagen Wind Quintet. Simpson, giải thích rằng niềm yêu thích nhạc cụ hơi của Nielsen có liên quan mật thiết đến tình yêu thiên nhiên của anh ấy, viết: "Anh ấy cũng rất quan tâm đến tính cách con người, và trong Wind Quintet được sáng tác có chủ ý cho năm người bạn; mỗi phần đều được làm một cách khéo léo để phù hợp với cá nhân của mỗi người chơi. "
Nielsen đã viết bốn bộ tứ chuỗi. Bộ tứ chuỗi đầu tiên số 1 trong G nhỏ, Op. 13 (1889, sửa đổi 1900) có phần "Sơ yếu lý lịch" trong đêm chung kết, tập hợp các chủ đề từ các động tác đầu tiên, thứ ba và thứ tư.  Quartet chuỗi thứ hai số 2 ở F thứ, Op. 5 xuất hiện vào năm 1890 và Bộ tứ chuỗi thứ ba trong E-flat major, Op. 14 năm 1898. Nhà sử học âm nhạc Jan Smaczny gợi ý rằng trong tác phẩm này "việc xử lý kết cấu tự tin và ít dẫn xuất hơn nhiều so với các tác phẩm trước đó... [bộ tứ] nhắc nhở điều hối tiếc nhất là Nielsen đã không theo đuổi thể loại này hơn nữa... để song song với sự phát triển giao hưởng sau này của anh ấy ".  The Four String Quartet in F major (1904) ban đầu nhận được sự đón nhận hỗn hợp, với các nhà phê bình không chắc chắn về phong cách kín đáo của nó. Nielsen đã sửa đổi nó nhiều lần, phiên bản cuối cùng vào năm 1919 được liệt kê là Op. 44.
Violin là nhạc cụ riêng của Nielsen và ông đã sáng tác bốn tác phẩm thính phòng quy mô lớn cho nó. Khởi hành từ các quy trình tiêu chuẩn trong Bản tình ca đầu tiên, Op. 9 (1895), bao gồm các biến điệu thường đột ngột của nó và tài liệu chuyên đề ngắn gọn của nó, đã làm các nhà phê bình Đan Mạch bối rối ngay lần trình diễn đầu tiên. Bản Sonata thứ hai, Op. 35 của năm 1912 được viết cho nghệ sĩ vĩ cầm Peder Møller, người đầu năm đó đã công chiếu Bản hòa tấu vĩ cầm của nhà soạn nhạc này. Tác phẩm là một ví dụ về âm điệu tiến bộ của nhà soạn nhạc vì, mặc dù nó được cho là ở phím G nhỏ, các chuyển động đầu tiên và cuối cùng kết thúc bằng các phím khác nhau. Nhà phê bình Emilius Bangert đã viết về buổi ra mắt (do Axel Gade đưa ra), "Ấn tượng chung là về một đường nét đẹp, không đứt đoạn - một dòng chảy của các nốt nhạc - đặc biệt là chủ đề thứ hai tuyệt vời trong phần đầu tiên và sự tinh khiết, cao quả cầu của phần cuối cùng rất quyến rũ ". Hai tác phẩm khác dành cho độc tấu violin. Đoạn dạo đầu, Chủ đề và Biến thể, Op. 48 (1923) được viết cho Telmányi, và, giống như Chaconne của Nielsen cho piano, Op. 32, được lấy cảm hứng từ âm nhạc của Johann Sebastian Bach. Bản Preludio e Presto, Op. 52 (1928) được viết để tưởng nhớ sinh nhật lần thứ sáu mươi của nhà soạn nhạc Fini Henriques.

## Tác phẩm số
Mặc dù Nielsen chủ yếu đến sáng tác bằng piano, nhưng ông chỉ sáng tác trực tiếp đôi khi trong khoảng thời gian 40 năm, tạo ra các tác phẩm thường có phong cách đặc biệt, điều này đã làm chậm sự chấp nhận của quốc tế. Kỹ thuật piano của riêng Nielsen, một tiếng vang của nó có lẽ được lưu giữ trong ba trụ sáp ghi "Carl Nielsen" tại Cơ quan Lưu trữ Nhà nước ở Aarhus, dường như chỉ là tầm thường. Xem lại bản ghi âm năm 1969 các tác phẩm của nghệ sĩ dương cầm John Ogdon, John Horton nhận xét về những tác phẩm ban đầu: "Nguồn lực kỹ thuật của Nielsen khó có thể đo lường được sự hùng vĩ trong các thiết kế của ông ấy", trong khi mô tả các tác phẩm sau này là "tác phẩm lớn có thể so sánh với nhạc giao hưởng ". Giọng điệu chống lãng mạn của Symphonic Suite, Op. 8 (1894) được một nhà phê bình sau này mô tả là "không khác gì một bàn tay nắm chặt thẳng vào mặt tất cả các quy ước âm nhạc đã được thiết lập". Theo lời của Nielsen, Chaconne, Op. 32 (1917) là "một tác phẩm thực sự vĩ đại, và tôi nghĩ là hiệu quả". Nó không chỉ được truyền cảm hứng từ tác phẩm của Bach, đặc biệt là chaconne dành cho violin độc tấu, mà còn bởi những cách dàn dựng piano điêu luyện trong âm nhạc của Bach của các nhà soạn nhạc như Robert Schumann, Johannes Brahms và Ferruccio Busoni.  Cũng trên quy mô rất lớn, và từ cùng năm đó, là Chủ đề và Biến thể, Op. 41, trong đó các nhà phê bình đã nhận ra ảnh hưởng của Brahms và cả Max Reger, người mà trước đó Nielsen đã viết cho một người bạn "Tôi nghĩ rằng công chúng sẽ hoàn toàn không thể hiểu được công việc của Reger và tôi cảm thông hơn rất nhiều đối với ông ấy. nỗ lực hơn là hướng tới... Richard Strauss ".
Tất cả các tác phẩm organ của Nielsen đều là những sáng tác sau đó. Nghệ sĩ organ người Đan Mạch Finn Viderø gợi ý rằng sự quan tâm của ông được thúc đẩy bởi Orgelbewegung (phong trào cải cách đàn Organ), và việc đổi mới các ống trước của đàn organ Schnitger ở Nhà thờ St. Jacobi, Hamburg, từ năm 1928 đến năm 1930. Tác phẩm lớn cuối cùng của Nielsen - Commotio, Op. 58, một bản nhạc dài 22 phút cho organ - được sáng tác từ tháng 6 năm 1930 đến tháng 2 năm 1931, chỉ vài tháng trước khi ông qua đời.

## Bài hát và thánh ca
Trong những năm qua, Nielsen đã viết nhạc cho hơn 290 bài hát và thánh ca, hầu hết là các câu thơ và bài thơ của các tác giả Đan Mạch nổi tiếng như N. F. S. Grundtvig, Ingemann, Poul Martin Møller, Adam Oehlenschläger và Jeppe Aakjær.  Ở Đan Mạch, nhiều người trong số họ vẫn còn phổ biến cho đến ngày nay với cả người lớn và trẻ em.  Chúng được coi là "phần tiêu biểu nhất trong sản lượng của nhà soạn nhạc tiêu biểu nhất của đất nước". [89] Năm 1906, Nielsen đã giải thích tầm quan trọng của những bài hát như vậy cho những người đồng hương của mình:
Với một số giai điệu trầm bổng nhất định, người Đan Mạch không thể tránh khỏi liên tưởng đến các bài thơ của Ingemann, Christian Winther hoặc Drachmann, và chúng ta dường như thường cảm nhận được âm hưởng của phong cảnh Đan Mạch và hình ảnh nông thôn trong các bài hát và âm nhạc của chúng ta. Nhưng rõ ràng là một người nước ngoài, không biết quê hương của chúng ta, cũng như họa sĩ, nhà thơ, hoặc lịch sử của chúng ta một cách gần gũi như chính chúng ta, sẽ hoàn toàn không thể hiểu được điều gì mang lại cho chúng ta khi nghe run sợ với sự hiểu biết thông cảm.
Có ý nghĩa to lớn là đóng góp của Nielsen cho xuất bản năm 1922, Folkehøjskolens Melodibog (The Folk High School Songbook), trong đó ông là một trong những biên tập viên cùng với Thomas Laub, Oluf Ring và Thorvald Aagaard. Cuốn sách có khoảng 600 giai điệu, trong đó khoảng 200 giai điệu do các biên tập viên sáng tác và nhằm cung cấp một tiết mục cho ca hát cộng đồng, một phần không thể thiếu của văn hóa dân gian Đan Mạch. Bộ sưu tập này cực kỳ phổ biến và được đưa vào hệ thống giáo dục Đan Mạch. Trong thời kỳ Đức chiếm đóng Đan Mạch trong Thế chiến thứ hai, các buổi tập hợp các bài hát quần chúng, sử dụng những giai điệu này, là một phần của "tái vũ trang tinh thần" của Đan Mạch, và sau chiến tranh năm 1945, những đóng góp của Nielsen được một nhà văn ví von là "những viên ngọc sáng trong kho tàng của chúng ta -những ca khúc yêu nước ". Đây vẫn là một yếu tố quan trọng trong đánh giá của Đan Mạch về nhà soạn nhạc.
Các phiên bản
Giữa năm 1994 và 2009, một phiên bản hoàn chỉnh mới của các tác phẩm của Nielsen, Phiên bản Carl Nielsen, đã được Chính phủ Đan Mạch ủy quyền (với chi phí hơn 40 triệu krone Na Uy). Đối với nhiều tác phẩm, bao gồm cả vở opera Maskarade và Saul và David, và bản nhạc Aladdin hoàn chỉnh, đây là ấn phẩm in đầu tiên của họ, bản sao của các bản thảo trước đây đã được sử dụng trong các buổi biểu diễn. Các bản nhạc hiện đều có thể tải xuống miễn phí tại trang web của Thư viện Hoàng gia Đan Mạch (nơi cũng sở hữu hầu hết các bản thảo âm nhạc của Nielsen).

## Sự ghi nhận
Không giống như người cùng thời với ông, Finn Jean Sibelius, danh tiếng của Nielsen ở nước ngoài không bắt đầu phát triển cho đến sau Thế chiến thứ hai. Trong một thời gian, sự quan tâm của quốc tế chủ yếu hướng đến các bản giao hưởng của ông trong khi các tác phẩm khác của ông, nhiều tác phẩm rất nổi tiếng ở Đan Mạch, gần đây mới bắt đầu trở thành một phần của kho nhạc thế giới.  Ngay cả ở Đan Mạch, nhiều sáng tác của ông không gây được ấn tượng. Chỉ đến năm 1897 sau buổi biểu diễn đầu tiên của Hymnus amoris, ông mới nhận được sự ủng hộ từ các nhà phê bình,  được củng cố đáng kể vào năm 1906 bởi sự đón nhận nhiệt tình của họ đối với Masquerade.
Trong vòng hai tháng kể từ khi ra mắt thành công tại Phòng hòa nhạc Odd Fellows ở Copenhagen vào ngày 28 tháng 2 năm 1912, Bản giao hưởng thứ ba (Espansiva) nằm trong tiết mục của Amsterdam Concertgebouw, và đến năm 1913, nó đã được biểu diễn ở Stuttgart, Stockholm và Helsinki. Bản giao hưởng được yêu thích nhất trong tất cả các tác phẩm của Nielsen trong suốt cuộc đời của ông và cũng đã được chơi ở Berlin, Hamburg, London và Gothenburg. Các công việc khác gây ra một số không chắc chắn, ngay cả ở Đan Mạch. Sau buổi ra mắt của Bản giao hưởng thứ năm (1922), một nhà phê bình đã viết: "Kho tàng các bản giao hưởng của Đan Mạch và tác phẩm của chính Carl Nielsen đã được làm giàu thêm nhờ một tác phẩm độc đáo và có giá trị cao." Tuy nhiên, một người khác lại mô tả nó như một "bàn tay nắm chặt, đẫm máu khi đối mặt với một khán giả hợm hĩnh không nghi ngờ", cũng coi nó là "âm nhạc bẩn thỉu từ chiến hào".
Vào cuối những năm 1940, hai cuốn tiểu sử chính của Nielsen xuất hiện bằng tiếng Đan Mạch,  chi phối quan điểm về cuộc đời và tác phẩm của nhà soạn nhạc trong vài thập kỷ.  Cuốn sách của Robert Simpson Carl Nielsen, Symphonist (xuất bản lần đầu tiên năm 1952) là nghiên cứu quy mô lớn sớm nhất bằng tiếng Anh.
Một bước đột phá quốc tế đến vào năm 1962 khi Leonard Bernstein thu âm Bản giao hưởng thứ Năm với Dàn nhạc Giao hưởng New York cho CBS. Bản thu âm đã giúp âm nhạc của Nielsen đạt được sự đánh giá cao ngoài đất nước quê hương ông và được coi là một trong những bản thu âm hay nhất của bản giao hưởng. Kỷ niệm một trăm năm của Nielsen vào năm 1965 đã được tôn vinh rộng rãi, cả về các buổi biểu diễn và xuất bản, và Bernstein đã được trao giải Sonning cho bản thu âm của ông cho Bản giao hưởng thứ ba. Năm 1988, nhật ký của Nielsen và những bức thư của ông gửi cho Anne Marie được xuất bản, cùng với tiểu sử năm 1991 của Jørgen Jensen sử dụng tư liệu mới này, đã dẫn đến một đánh giá khách quan sửa đổi về nhân cách của nhà soạn nhạc. Viết trên tờ The New York Times nhân dịp kỷ niệm 125 năm thành lập Nielsen vào năm 1990, nhà phê bình âm nhạc Andrew Pincus nhớ lại rằng 25 năm trước Bernstein đã tin rằng thế giới đã sẵn sàng chấp nhận Dane ngang hàng với Jean Sibelius, nói về "sự quyến rũ thô thiển của anh ấy., cú xoay người của anh ấy, cách lái xe của anh ấy, sự bất ngờ nhịp nhàng của anh ấy, sức mạnh kỳ lạ của các mối quan hệ hài hòa và âm sắc của anh ấy - và đặc biệt là sự khó đoán thường xuyên của anh ấy "(mà Pincus tin rằng vẫn là một thách thức đối với khán giả). Tiểu sử và các nghiên cứu bằng tiếng Anh trong những năm 1990 đã giúp xác lập vị thế của Nielsen trên toàn thế giới, đến mức mà âm nhạc của ông đã trở thành một đặc điểm thường xuyên của chương trình hòa nhạc ở các nước phương Tây.
Viết trên tờ The New Yorker năm 2008, nhà phê bình âm nhạc người Mỹ Alex Ross so sánh "sức mạnh thô bạo" của các bản giao hưởng của Nielsen với Eroica và Bản giao hưởng số 5 của Beethoven nhưng giải thích rằng chỉ bây giờ người Mỹ mới bắt đầu đánh giá cao nhà soạn nhạc Đan Mạch.
Nielsen không ghi lại bất kỳ tác phẩm nào của ông.  Tuy nhiên, ba nhạc trưởng đương đại trẻ hơn từng làm việc với ông, Thomas Jensen, Launy Grøndahl, và Erik Tuxen, đã thu âm các bản giao hưởng của ông và các tác phẩm khác của dàn nhạc với Dàn nhạc Giao hưởng Đài phát thanh Đan Mạch từ năm 1946 đến năm 1952. Jensen cũng đã thực hiện bản ghi âm LP đầu tiên của Bản giao hưởng thứ năm năm 1954.  Công việc được thực hiện bởi Carl Nielsen Edition hoàn chỉnh được xuất bản gần đây đã tiết lộ rằng điểm số được sử dụng trong các bản thu âm này thường khác với ý định ban đầu của nhà soạn nhạc và do đó tính xác thực được cho là của các bản ghi âm này hiện đang được tranh cãi.
Hiện nay có rất nhiều bản thu âm của tất cả các tác phẩm chính của Nielsen, bao gồm các chu kỳ hoàn chỉnh của các bản giao hưởng, trong số những người khác, Sir Colin Davis, Herbert Blomstedt và Sakari Oramo. Hơn 50 bản thu âm đã được thực hiện từ Bộ tứ gió của Nielsen.
Một bước đột phá quốc tế đến vào năm 1962 khi Leonard Bernstein thu âm Bản giao hưởng thứ Năm với Dàn nhạc Giao hưởng New York cho CBS. Bản thu âm đã giúp âm nhạc của Nielsen đạt được sự đánh giá cao ngoài đất nước quê hương ông và được coi là một trong những bản thu âm hay nhất của bản giao hưởng.  Kỷ niệm một trăm năm của Nielsen vào năm 1965 đã được tôn vinh rộng rãi, cả về các buổi biểu diễn và xuất bản, và Bernstein đã được trao giải Sonning cho bản thu âm của ông cho Bản giao hưởng thứ ba.  Năm 1988, nhật ký của Nielsen và những bức thư của ông gửi cho Anne Marie được xuất bản, cùng với tiểu sử năm 1991 của Jørgen Jensen sử dụng tư liệu mới này, đã dẫn đến một đánh giá khách quan sửa đổi về nhân cách của nhà soạn nhạc.  Viết trên tờ The New York Times nhân dịp kỷ niệm 125 năm thành lập Nielsen vào năm 1990, nhà phê bình âm nhạc Andrew Pincus nhớ lại rằng 25 năm trước Bernstein đã tin rằng thế giới đã sẵn sàng chấp nhận Dane ngang hàng với Jean Sibelius, nói về "sự quyến rũ thô thiển của anh ấy., cú xoay người của anh ấy, cách lái xe của anh ấy, sự bất ngờ nhịp nhàng của anh ấy, sức mạnh kỳ lạ của các mối quan hệ hài hòa và âm sắc của anh ấy - và đặc biệt là sự khó đoán thường xuyên của anh ấy "(mà Pincus tin rằng vẫn là một thách thức đối với khán giả).  Tiểu sử và các nghiên cứu bằng tiếng Anh trong những năm 1990  đã giúp xác lập vị thế của Nielsen trên toàn thế giới, đến mức mà âm nhạc của ông đã trở thành một đặc điểm thường xuyên của chương trình hòa nhạc ở các nước phương Tây.

## Pháp quyền
Từ năm 1916, Nielsen giảng dạy tại Học viện Hoàng gia, nơi ông trở thành giám đốc vào năm 1931, không lâu trước khi qua đời. Những ngày đầu anh ấy cũng có các sinh viên riêng để kiếm thêm thu nhập. Kết quả của việc giảng dạy của mình, Nielsen đã tạo ra ảnh hưởng đáng kể đến âm nhạc cổ điển ở Đan Mạch.  Trong số những học trò thành công nhất của ông là nhà soạn nhạc Thorvald Aagaard, đặc biệt được nhớ đến với các bài hát của ông, Harald Agersnap, vừa là nhạc trưởng vừa là nhà soạn nhạc cho dàn nhạc, và Jørgen Bentzon, người đã sáng tác hợp xướng và nhạc thính phòng chủ yếu cho trường âm nhạc dân gian của mình (Københavns Folkemusikskole). Trong số các sinh viên khác của ông có nhà âm nhạc học Knud Jeppesen, nghệ sĩ dương cầm Herman Koppel, giáo sư học viện và nhà soạn nhạc giao hưởng Poul Schierbeck, nghệ sĩ organ Emilius Bangert chơi tại Nhà thờ Roskilde, và Nancy Dalberg, một trong những sinh viên riêng của Nielsen, người đã giúp dàn nhạc của Aladdin. Nielsen cũng hướng dẫn nhạc trưởng và chủ xướng Mogens Wöldike, được nhớ đến với những diễn giải của ông về âm nhạc Baroque, và Rudolph Simonsen, nghệ sĩ dương cầm và nhà soạn nhạc đã trở thành giám đốc Học viện sau cái chết của Nielsen.
Hiệp hội Carl Nielsen duy trì một danh sách các buổi biểu diễn các tác phẩm của Nielsen, được phân loại theo khu vực (Đan Mạch, Scandinavia, Châu Âu ngoài Scandinavia và bên ngoài Châu Âu), chứng tỏ rằng âm nhạc của ông thường xuyên được biểu diễn trên khắp thế giới. Các bản hòa tấu và giao hưởng thường xuất hiện trong danh sách này. Cuộc thi Quốc tế Carl Nielsen bắt đầu vào những năm 1970 dưới sự bảo trợ của Dàn nhạc Giao hưởng Odense. Một cuộc thi violin bốn năm đã được tổ chức ở đó kể từ năm 1980. Các cuộc thi dành cho sáo và kèn clarinet sau đó đã được thêm vào, nhưng những cuộc thi này hiện đã ngừng hoạt động. Một cuộc thi Organ quốc tế, do thành phố Odense thành lập, được liên kết với cuộc thi Nielsen vào năm 2009, nhưng từ năm 2015 sẽ được tổ chức riêng biệt, có trụ sở tại Nhà thờ Odense.
Tại quê nhà của ông, Bảo tàng Carl Nielsen, ở Odense, được dành riêng cho Nielsen và vợ ông, Anne Marie. Nhà soạn nhạc được giới thiệu trên tờ 100 kroner do Ngân hàng Quốc gia Đan Mạch phát hành từ năm 1997 đến năm 2010.  Hình ảnh của ông được chọn để ghi nhận những đóng góp của ông trong các sáng tác âm nhạc Đan Mạch như vở opera Maskarade, bản giao hưởng Espansiva và nhiều bài hát của ông bao gồm "Danmark, nu blunder den lyse nat".
Một số sự kiện đặc biệt đã được lên kế hoạch vào hoặc khoảng ngày 9 tháng 6 năm 2015 để kỷ niệm 150 năm ngày sinh của Nielsen. Ngoài nhiều buổi biểu diễn ở Đan Mạch, các buổi hòa nhạc đã được lập trình ở các thành phố trên khắp châu Âu, bao gồm London, Leipzig, Kraków, Gothenburg, Helsinki và Vienna, và thậm chí xa hơn ở Nhật Bản, Ai Cập và New York. Vào ngày 9 tháng 6, sinh nhật của Nielsen, Dàn nhạc Giao hưởng Quốc gia Đan Mạch đã trình bày một chương trình tại Phòng hòa nhạc DR của Copenhagen với sự góp mặt của Hymnus amoris, Clarinet Concerto và Giao hưởng số 4 để phát sóng trên toàn châu Âu và Hoa Kỳ.  Nhà hát Opera Hoàng gia Đan Mạch đã lập trình Maskarade và dàn dựng mới (do David Pountney đạo diễn) của Saul og David. Trong năm 2015, Nhóm tứ tấu Đan Mạch đã lên lịch trình diễn tứ tấu đàn dây của Nielsen tại Đan Mạch, Israel, Đức, Na Uy và Vương quốc Anh (tại Liên hoan Âm nhạc Cheltenham). Tại Vương quốc Anh, BBC Philharmonic đã chuẩn bị một chuỗi buổi hòa nhạc về Nielsen bắt đầu vào ngày 9 tháng 6 tại Manchester.  Nielsen's Maskarade overture cũng là tiết mục đầu tiên cho đêm khai mạc của BBC Promenade Concerts ở London năm 2015, trong khi các sáng tác của anh ấy xuất hiện trong năm buổi hòa nhạc khác của mùa Prom. Thành phố Odense, nơi có mối liên hệ chặt chẽ với Nielsen, đã phát triển một chương trình phong phú gồm các buổi hòa nhạc và sự kiện văn hóa cho năm kỷ niệm.
Tiểu hành tinh 6058 Carlnielsen được đặt tên để vinh danh ông